# Гизелберт
Гизелберт (II) от Лотарингия (на немски: Giselbert (II) von Lothringen; на френски: Gislebert de Lotharingie; * ок. 890; † 2 октомври 939) е от 928 г. херцог на Лотарингия.

## Биография
Той е син на Регинар I (херцог на Лотарингия) от род Регинариди, който е син на Гизелберт (граф в Маасгау) и Ерменгарда, дъщеря на император Лотар I.
През 915 г. баща му умира и Гизелберт го наследява. Карл III назначава обаче Вигерих за пфалцграф. Гизелберт желае да има мощ като баща си. От 920 г. Гизелберт носи титлата princeps на Лотарингия и е във враждебни отношения с Карл III.
През 922/923 г. Карл III е свален и поддръжниците на Каролингите отиват към източнофранкския крал Хайнрих I, заради по-голяма сигурност от грабежните походи на унгарците и викингите. От 923 до 925 г. Лотарингия е завладяна от Източна Франкия и от 926 до 928 г. Еберхард от Франкония херцог на Лотарингия.
През 928 г. Гизелберт става херцог на Лотарингия и се жени същата година за Герберга, най-възрастната дъщеря на Хайнрих I и Матилда.
През 939 г. Гизелберт се присъединява към новия западнофранкски крал Лудвиг IV. Гизелберт се съюзява с Отовия по-малък брат Хайнрих и херцог Еберхард от Франкония (от род Конрадини) за въстание против Ото I. На 2 октомври 939 г. Гизелберт и Еберхард са победени от конрадинските графове Конрад Курцболд и Удо в битката при Андернах на Рейн. Еберхард пада убит в битката лично от Удо. Гизелберт се удавя в Рейн при опит да избяга. При обратното му пътуване Лудвиг IV взема със себе си Герберга, 26-годишната вдовица на Гизелберт и се жени за нея през 940 г.

## Деца
Гизелберт има с Герберга децата:
- Хайнрих († пр. 944), малолетен от 940 г. херцог на Лотарингия
- Хадвиг (умира млада)
- Алберада, ∞ граф Райналд от Руси (Roucy)
- Герберга (* 935; † сл. 978), ∞ 949 г. граф Алберт I от Вермандоа (* 915; † 8 септември 987), син на Херберт II